# Charles Wynn-Carrington, 1. markýz z Lincolnshire
Charles Robert Wynn-Carrington, 1. markýz z Lincolnshire (Charles Robert Wynn-Carrington, 1st Marquess of Lincolnshire, 1st Earl of Carrington, 1st Viscount Wendover, 3rd Baron Carrington) (16. května 1843, Londýn, Anglie – 13. června 1928, Daws Hill House, hrabství Buckinghamshire, Anglie) byl britský politik. Jako příslušník šlechty byl od mládí členem Sněmovny lordů a díky přátelským vztahům ke královské rodině dosáhl vysokých funkcí u dvora, v koloniální správě a nakonec i ve vládě. Byl guvernérem v Novém Jižním Walesu (1885–1890), lordem nejvyšším komořím (1892–1895) a nakonec ve vládě ministrem zemědělství (1905–1911). Během své dlouholeté kariéry byl povýšen postupně na hraběte (1895) a poté na markýze z Lincolnshire (1912).

## Životopis
Pocházel z vlivné bankéřské rodiny Smithů, jeho otec Robert Smith (1796–1868) přijal v roce 1839 jméno Carrington, byl dlouholetým poslancem Dolní sněmovny a jako držitel titulu 2. barona Carringtona od roku 1838 členem Sněmovny lordů. Charles Robert studoval v Etonu a na univerzitě v Cambridge. Během studií se v roce 1854 se poprvé setkal s pozdějším králem Eduardem VII. a jejich celoživotní přátelství předurčilo jeho pozdější kariéru. Po studiích krátce sloužil v armádě, v níž dosáhl hodnosti kapitána (1865). V letech 1865–1868 byl poslancem Dolní sněmovny, kde zastupoval Liberální stranu. Po otci v roce 1868 zdědil titul barona a stal se členem Sněmovny lordů. Ve funkci pobočníka doprovázel prince waleského v roce 1875 na cestě do Indie. V Gladstonově vládě zastával podružnou funkci kapitána královské gardy (Captain of the Gentlemen-at-Arms, 1881–1885), od roku 1881 byl zároveň členem Tajné rady. V letech 1886–1890 byl guvernérem v australské provincii Nový Jižní Wales, po návratu byl povolán do funkce lorda nejvyššího komořího (1892–1895). V roce 1895 získal titul hraběte z Carringtonu a díky blízkým vazbám na královskou rodinu si i jako člen liberální opozice udržoval vlivné postavení v době konzervativních vlád. Po návratu liberálů k moci byl prezidentem úřadu pro zemědělství (President of the Board of Agriculture) (ministr zemědělství, 1905–1911) a nakonec lordem strážcem tajné pečeti (1911–1912). Po odchodu z vlády byl povýšen na markýze z Lincolnshire (1912) a poté zastával ještě funkci lorda-místodržitele v hrabství Buckinghamshire (1915–1923). Za zásluhy byl nositelem Řádu sv. Michala a sv. Jiří (1885) a v roce 1906 se stal rytířem Podvazkového řádu.
Úmrtím 1. markýze z Lincolnshire zanikl titul markýze, na jeho nejmladšího bratra Ruperta přešel jen původní titul barona Carringtona.

## Rodina
V roce 1878 se oženil s Cecily Harbord (1856–1934), dcerou dvořana a politika 5. barona Suffielda. Z jejich manželství pocházelo šest dětí, pět dcer a jeden syn. Dcery se provdaly do vlivných a starobylých rodin, z nich Ruperta (1883–1963) byla manželkou 7. hraběte z Dartmouthu, který v letech 1928–1936 zastával funkci lorda nejvyššího komořího. Jediný syn Albert Edward, hrabě Wendover (1895–1915), padl jako poručík za první světové války.
Jeho mladší bratr Sir William Carrington (1845–1914) sloužil v armádě a zastával hodnosti u dvora, nejmladší bratr Rupert Carrington (1852–1929) byl též důstojníkem, zúčastnil se búrské války a po nejstarším bratrovi zdědil titul barona Carringtona (1928). Z jeho potomstva vynikl Peter Carrington, 6. baron Carrington (1919–2018), který byl ministrem několika konzervativních vlád a v letech 1984–1988 generálním tajemníkem NATO. Současným představitelem rodu je Rupert Carrington, 7. baron Carrington (* 1948).